# 1980年中華民国立法委員増額選挙

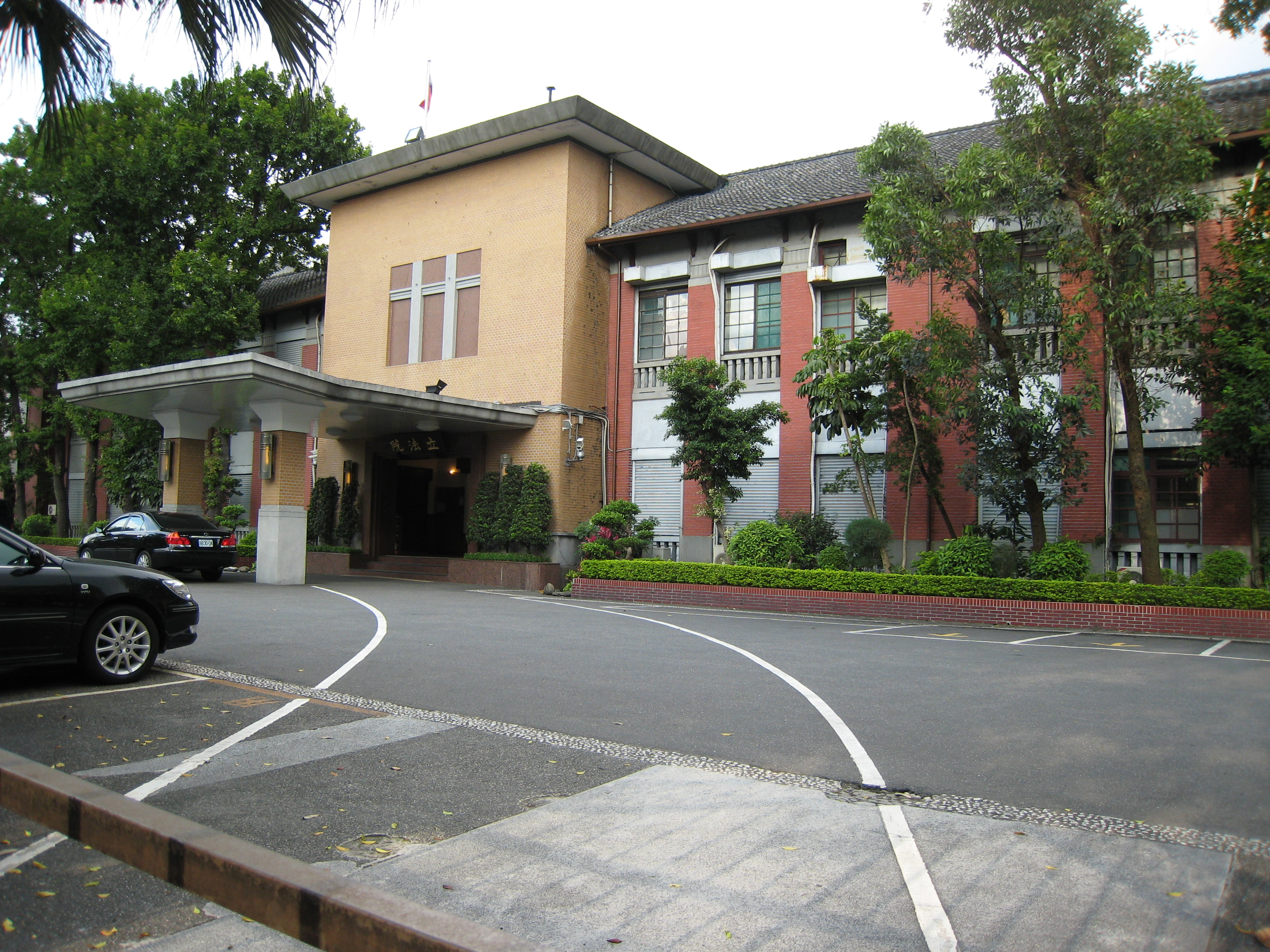
中華民国立法院

1980年中華民国立法委員増額選挙（1980ねんちゅうかみんこくりっぽういいんぞうがくせんきょ、繁: 1980年中華民國立法委員選舉）は、1980年（民国69年）12月6日に行われた中華民国（台湾）の立法府である立法院を構成する立法委員を選出する選挙である。
中華民国政府が台湾に移転する前の、1948年に実施された第1回立法委員選挙の後、中国共産党政権（中華人民共和国）の誕生で大陸地区における立法委員の改選が事実上不可能となり、そのまま議員職に留まり続けている資深（古参）議員を除く、増額委員97名（台湾地域で改選される70名と総統により任命される華僑27名）が選出された。
国民大会代表第2次増額選挙も同日に行われた。

## 概要
1972年6月29日に改正された「動員戡乱時期における自由地区での中央民意代表増額選挙法」により定期的な増額選挙を実施することが決定されており、1975年に選出された増額委員の任期満了に伴い1978年に行われる予定であった。しかし直前に米台断交が発表されたことを受け、蔣経国総統が動員戡乱時期臨時条款に基づく総統緊急処分令を発令し、2年延期された。米台断交による国際的な孤立の上、国内で発生した美麗島事件に対する妥協を強いられた結果、1980年5月14日、「動員戡乱時期における自由地区での中央民意代表増額選挙法」が改正され、「動員戡乱時期における公職人員選挙罷免法」となった。新たに、同一選挙区内で4つの議席のうち1つは女性でなくてはならないと定めるクオータ制や、罷免制度も定められた。

選挙区

1979年に直轄市に昇格し台湾省から離脱した高雄市には定数5議席の高雄市選挙区が設置され、前回選挙の第五選挙区からは離脱した。そのため、前回選挙と比べ定数はほぼ倍増したが、台湾省第五選挙区の定数はほとんど増えなかった。
選出された97人は、任期3年務める。

## 選挙データ

### 投票日
- 1980年（民国69年）12月6日

### 改選数
- 97

- 区域

- 台北市

台北市選挙区：8名
- 高雄市

高雄市選挙区：5名
- 台湾省

第一選挙区：8名（台北県・宜蘭県・基隆市）
第二選挙区：6名（桃園県・新竹県・苗栗県）
第三選挙区：9名（台中県・彰化県・南投県・台中市）
第四選挙区：8名（雲林県・嘉義県・台南県・台南市）
第五選挙区：5名（高雄県・屏東県・澎湖県）
第六選挙区：2名（花蓮県・台東県）
- 福建省

福建省選挙区：1名（金門県・連江県）
- 職業団体

農民団体：4名
漁民団体：2名
工人団体：4名
工業団体：2名
商業団体：2名
教育団体：2名
- 原住民

平地山胞選挙区：1名
山地山胞選挙区：1名
- 僑選

第一選挙区：2名（北東アジア）
第二選挙区：5名（香港・マカオ）
第三選挙区：7名（その他のアジア）
第四選挙区：5名（北米）
第五選挙区：1名（中南米）
第六選挙区：2名（ヨーロッパ）
第七選挙区：1名（アフリカ）
第八選挙区：1名（オセアニア）
不分区：3名

### 選挙制度
- 有権者：20歳以上の中華民国国籍保有者

- 有権者数：9,921,965人

区域：8,545,289人
原住民：148,817人
職業団体：1,227,859人
- 選挙制度：複数選区単記不可譲渡投票制（単記非移譲式投票）

- 大選挙区制
- クオータ制：同一選挙区内で4つの議席のうち1つは女性でなくてはならない

## 選挙結果
- 投票日：1980年12月6日
- 投票率：66.36％

区域：65.44%
原住民：69.32%
職業団体：72.41%
| 党派           | 得票数    | 得票率    | 当選者    |
| -------------- | --------- | --------- | --------- |
| 中国国民党     | 4,721,301 | 74.07%    | 79        |
| 中国青年党     | 57,919    | 0.91%     | 2         |
| 中国民主社会党 | 5,816     | 0.09%     | 0         |
| 無所属         | 1,588,721 | 24.93%    | 16        |
| 合計           | 6,373,757 | 100.0%    | 97        |
|                |           |           |           |
| 有権者数       | 9,921,965 | 9,921,965 | 9,921,965 |
| 投票者数       | 6,584,338 | 6,584,338 | 6,584,338 |
| 有効票数       | 6,373,757 | 6,373,757 | 6,373,757 |
| 無効票数       | 210,581   | 210,581   | 210,581   |
| 投票率         | 66.36%    | 66.36%    | 66.36%    |

### 当選者
中国国民党    中国青年党   無所属 
| 台北市   | 全市     | 紀政     | 康寧祥 | 李志鵬   | 黄聯富   | 黄天福 | 周文勇 | 林鈺祥 | 雷渝斉 |        |
| 高雄市   | 全市     | 王清波   | 于樹潔 | 方啓栄   | 蘇秋鎮   | 張栄顕 |        |        |        |        |
| 台湾省   | 1区      | 林坤鐘   | 周書府 | 周大業   | 蔡讃雄   | 呉梓   | 蔡勝邦 | 黄煌雄 | 鄭余鎮 |        |
| 台湾省   | 2区      | 呂学儀   | 劉碧良 | 温錦蘭   | 古胡玉美 | 張徳銘 | 李天仁 |        |        |        |
| 台湾省   | 3区      | 謝生富   | 劉松藩 | 許張愛簾 | 林炳森   | 洪昭男 | 許栄淑 | 林庚申 | 沈世雄 | 周基順 |
| 台湾省   | 4区      | 蕭天讃   | 林聯輝 | 郭俊次   | 洪玉欽   | 許哲男 | 游栄茂 | 黄正安 | 李宗仁 |        |
| 台湾省   | 5区      | 李明相   | 鍾栄吉 | 王金平   | 黄余秀鸞 | 黄河清 |        |        |        |        |
| 台湾省   | 6区      | 郭栄宗   | 饒穎奇 |          |          |        |        |        |        |        |
| 福建省   | 全省     | 呉金賛   |        |          |          |        |        |        |        |        |
| 原住民   | 平地山胞 | 林通宏   |        |          |          |        |        |        |        |        |
| 原住民   | 山地山胞 | 華愛     |        |          |          |        |        |        |        |        |
| 職業団体 | 農民     | 蔡友土   | 蕭瑞徴 | 蘇火灯   | 陳瑞斌   |        |        |        |        |        |
| 職業団体 | 漁民     | 黄沢青   | 林栄国 |          |          |        |        |        |        |        |
| 職業団体 | 工人     | 謝深山   | 李友吉 | 陳錫淇   | 楊登洲   |        |        |        |        |        |
| 職業団体 | 工業     | 許勝発   | 黄志達 |          |          |        |        |        |        |        |
| 職業団体 | 商業     | 蔡万才   | 黄綿綿 |          |          |        |        |        |        |        |
| 職業団体 | 教育     | 譚鳴皋   | 頼晩鐘 |          |          |        |        |        |        |        |
| 僑選     | 1区      | 李合珠   | 焉晋珽 |          |          |        |        |        |        |        |
| 僑選     | 2区      | 徐亨     | 梁永燊 | 湯煥暉   | 卜少夫   | 張寛   |        |        |        |        |
| 僑選     | 3区      | 陳広深   | 陳昌耀 | 柯叔宝   | 許国良   | 劉英若 | 馬須鈴 | 羅世宗 |        |        |
| 僑選     | 4区      | 伍千鈞   | 曽燕山 | 胡国棟   | 朱栄業   | 謝文慶 |        |        |        |        |
| 僑選     | 5区      | 陳松波   |        |          |          |        |        |        |        |        |
| 僑選     | 6区      | 黄聡     | 苑国恩 |          |          |        |        |        |        |        |
| 僑選     | 7区      | 李朱志筠 |        |          |          |        |        |        |        |        |
| 僑選     | 8区      | 余宜滄   |        |          |          |        |        |        |        |        |
| 僑選     | 不分区   | 林基源   | 謝学賢 | 張海清   |          |        |        |        |        |        |